# Alfred Ponnier
Louis Alfred Ponnier, né le 8 octobre 1888 à Fontenay-sous-Bois et mort le 11 avril 1931, était un pilote et un constructeur aéronautique français.

## Avions conçus par Ponnier
- Ponnier D.III (1913) : Avion de course monoplan à aile médiane[1]
- Ponnier D.V (1913) : Avion de reconnaissance biplan à hélice propulsive[1].
- Ponnier D.VIII (1914) : Biplan à structure métallique[1].
- Ponnier L.1 (1914) : Avion de reconnaissance biplan[1].
- Ponnier M.1 (1915) : Chasseur biplan[1].
- Ponnier P.1 (1916) : Chasseur biplan[1].